# Марші недармоїдів
Ма́рші недармої́дів (біл. Маршы недармаедаў) — загальна назва для мітингів та акцій, що відбувалися в Білорусі з лютого по травень 2017 року. Протестна реакція була викликана Декретом № 3 «Про запобігання соціального утриманства» й економічною політикою білоруського уряду. Почалися 17 лютого 2017 року з «Маршу обурених білорусів» у Мінську, а згодом перекинулися на інші міста Білорусі (Берестя, Бобруйськ, Вітебськ, Гомель, Могилів тощо). Учасники акцій протесту вимагали скасування Декрету № 3 та відставки президента Білорусі Олександра Лукашенка, який був ініціатором так званого «податку на дармоїдство».

## Передумови
У 2011 році Білорусь пережила фінансову кризу. Економічні проблеми в Республіці Білорусь, відсутність структурних реформ, а також ряд інших чинників (серед яких і розпочата Росією війна проти України та подальша девальвація російського рубля) суттєво вплинули й на курс білоруського рубля, спричинили падіння купівельної спроможності населення, ріст безробіття тощо. Крім того, в Білорусі й далі відбуваються системні порушення прав людини.
2 квітня 2015 року президент Республіки Білорусь Олександр Лукашенко підписав Декрет № 3 «Про попередження соціального утриманства», який зобов'язав громадян Білорусі, чужоземних громадян, які постійно проживають у країні, та осіб без громадянства, які взагалі не брали участі у фінансуванні державних витрат (або ж брали участь у фінансуванні 183 і менше календарних днів минулого року), виплатити збір у розмірі 20 базових величин.
20 лютого 2017 року завершився термін виплати збору на фінансування державних витрат за 2015 рік. Білоруські податківці відправили близько 470 тисяч повідомлень про виплату. У Міністерстві з податків та зборів Білорусі заявили, що особи, які отримали повідомлення про виплату після 20 лютого, матимуть можливість оплатити збір протягом тридцяти календарних днів. Утім, збір цей оплатили тільки близько 54 тисяч осіб. Більшість громадян звернулися до місцевих органів влади із заявами про звільнення від виплати цього збору.
Як відомо, за невиплату збору, визначеного Декретом «Про запобігання соціального утриманства», передбачається адміністративна відповідальність у вигляді штрафу чи адміністративного арешту (з обов'язковим залученням до громадських робіт) на термін до 15 діб.

## Хронологія протестів

### 17 лютого. Марш обурених білорусів
Перший мітинг, який пройшов у Мінську.

### 19 лютого
У неділю, 19 лютого 2017 року, мітинг проти Декрету № 3 відбувся у Гомелі, другому за розміром місті Білорусі. Мітинг розпочався о 12 годині на площі Повстання, звідки колона рушила до площі Леніна. Колона розтягнулася на сотні метрів, автомобілісти вітали учасників звуковими сигналами. Мітингарі скандували, вимагаючи скасування декрету й відставки президента: «Ні декрету нумер три! Лукашенко, геть іди!» («Не дэкрэту нумар тры! Лукашэнка, ухадзі!»).
За різними оцінками на площі Леніна перебувало від однієї до трьох тисяч осіб. На мітинг у Гомелі, як і у Мінську, вийшли люди різного віку і різного соціального статусу. Мітинг проти Декрету № 3 став найбільшим вуличним протестом у Гомелі з 1990-тих років, коли тут проходили страйки. Учасники мітингу зазначали, що на проведення акції їх надихнув мітинг у Мінську. Саме у Гомелі вперше пролунала заява про можливість загальнодержавної акції протесту 25 березня у випадку, якщо влада не скасує так званого «декрету про дармоїдство».

### 5 березня
- Берестя — Мітинг і хода від 1000 до 2000 осіб[16].

Мер Рогачук провів зустріч із мітингарями. Пройшли затримання до і після маршу. Потім провели суди. Учасники протесту отримали 4-5 діб адміністративного арешту. Ще одна активна учасниця маршу 3 березня була затримана і поміщена до психіатричного стаціонару обласного психоневрологічного диспансеру.

### 10 березня
- Молодечно — мітинг на Центральній площі, виступи, прийняття резолюції та хода до податкової служби. Кількість мітингувальників була від 500 до 1.000 чоловік. Організатори — співголова «Білоруської християнської демократії» Віталій Римашевський, співголова Об'єднаної громадянської партії Анатолій Лебедько і голова руху «За свабоду!» Юрій Губаревич[18][19].

Після мітингу організатори отримали по 15 діб арешту за організацію маршу «Марш недармоїдів».

### 11 березня
- У Пінську перед мирною ходою оголосили про початок ремонту пам'ятника Леніну, майданчик навколо якого оточили парканом. На самій площі зібралося від 350 до 400 осіб[21].

### 12 березня
- Берестя — на акції на площі Леніна було до 200 протестувальників. Хода по Совєтській до ЦУМу[22].

### 15 березня
- Могильов — на вулиці Леніна зібралися від 500 до 700 мітингарів, які потім пішли до площі Зірок[23]. На зустріч з ними вийшло депутат Ігор Марзалюк[24][25]. Після мітингу в Могильові пройшли затримання[26][27].

Також мітинги пройшли в Мінську і Гродно.
Увечері після «маршу» в Мінську почалися затримання учасників протесту. За даними правозахисників, в Мінську було заарештовано понад 50 осіб.
Перша спроба забрати учасників акції (за словами свідків, представників анархістського руху) відбулася ще на площі Бангалор, але їх «відбили» перехожі. Вони поїхали на тролейбусі, але незабаром на проспекті Машерова досередини салону ввірвалися все ті ж невідомі — і провели «зачистку» з використанням сльозогінного газу. Від газу постраждали і звичайні пасажири. Близько десятка хлопців та дівчат відвезли в невідомому напрямку на мікроавтобусах без розпізнавальних знаків.

### 19 березня
- Барановичі — на площі Леніна в Барановичах зібралося від 50 до 70 осіб[29][30].

### 22 березня
Арешти:
- Берестя — Наталя Папкова, арешт на залізничному вокзалі[31].
- Мінськ — Молодий фронт, три особи[32].

### 23 березня
- Мінськ — заарештований заступник голови ОГП Микола Козлов[33].

## Протестні акції 25 березня

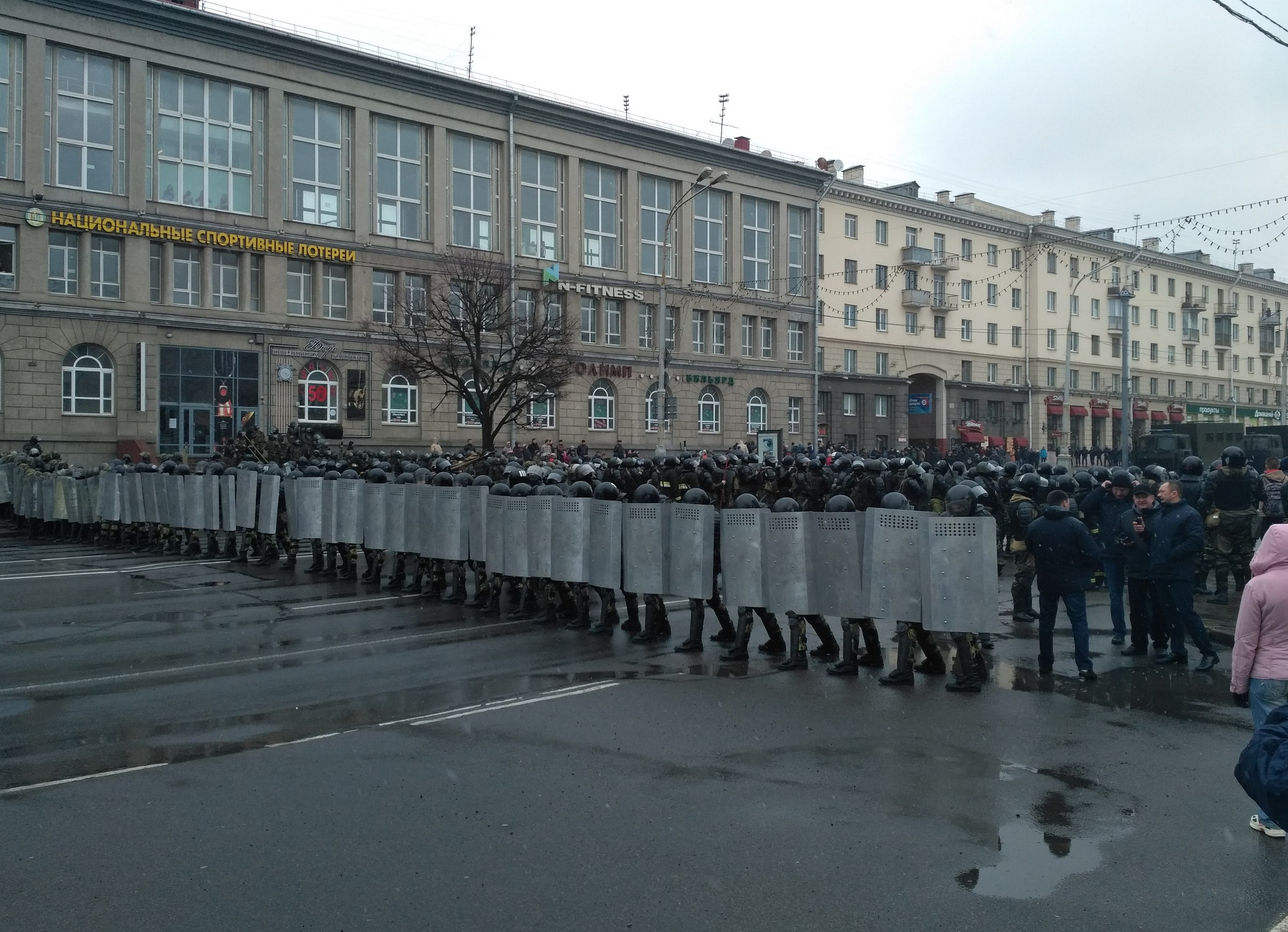
Проспект Незалежності біля площі Якуба Коласа, перекритий ОМОН

25 березня, у день Волі, була спрогнозована значно більша кількість учасників протестних акцій.  
20 березня влада Вітебську заборонила проведення мітингу 25 березня. Це вже 8 відмова за останні роки. Мінська місцева влада заздалегідь оголосила акції протесту, які відбуватимуться у день Волі у столиці Білорусі, незаконними, оскільки організатори акції не дійшли згоди з Мінським міськвиконкомом стосовно місця її проведення.  
24 березня на вулицях Мінська розпочали патрулювання автоматники. Їх помітили на Жовтневій площі, в метро та інших громадських місцях. Також було повідомлено про блокпост з автоматниками між Воложиним і Заслав'ям.

## Реакція на протестний рух

### Реакція влади

#### Призупинення дії декрету
Після того, як протести почали поширюватися, 9 березня 2017 року Лукашенко оголосив про припинення на один рік дії Декрету № 3. Утім, він заявив, що остаточно скасовувати документ не планує. Також влада Білорусі пообіцяла не розганяти протестів.
Попри припинення дії декрету, протести продовжувалися як в обласних, так і в районних центрах.
Станом на 17 березня жодна державна міська газета не написала про протести проти Декрету № 3. Також відсутні якісь дані про протести від Федерації профспілок Білорусі.
У той же час деякі державні сайти досить спокійно обговорюють тему впровадження Декрету, так, ніби жодних протестів ніде немає. Так, на сайті «Полесская правда» створено для цього спеціальний розділ «Реализация Декрета № 3», доступний із Головної сторінки. Він отримав дуже багато переглядів, що свідчить про актуальність теми.
9 березня 2017 року Олександр Лукашенко оголосив про однорічне припинення дії Декрету №3 та заявив, що цілковито скасовувати його не планує. 

#### Затримання
Серед заочно засуджених за звинуваченням в участі в акції протесту проти Декрету № 3 (Гомель, 19 лютого 2017 року) — Віктор Рубцов (біл. Віктар Рубцоў), який отримав 14 діб адміністративного арешту, та відеоблоґер Максим Филипович (біл. Максім Філіповіч), який отримав 13 діб арешту. Того ж дня, увечері, Филиповича затримали у селі Коренівка Гомельського району. У затриманні брали участь міліціянти-спецпризначенці.
Відбулися також масові затримання журналістів. Опозиційний депутат Палати представників Національних зборів Білорусі Олена Анісім спрямувала звернення до Міністра інформації РБ Лілії Ананіч та Голови Верховного суду Республіки Білорусь Валентина Сукала, в яких висловила підтримку затриманих та відзначила, що журналісти діяли у згоді з професійними обов'язками, інформуючи громадськість та органи влади про ситуацію. Припустивши, що за цими затриманнями можуть стояти люди, яким байдужі інтереси держави, пані Анісім звернулася із проханням захистити права цих журналістів і запобігти таким порушенням прав людини в майбутньому, а також повідомити, на основі яких законодавчих актів було засуджено цих журналістів. Таке звернення стосовно жорстокого побиття Олеся Логвинця пані Анісім скерувала до Генерального прокурора РБ Олександра Канюка. 
З початку березня у Білорусі у зв'язку з «Маршами недармоїдів» було затримано, оштрафовано чи вкинуто за ґрати більш ніж 300 осіб (з них більш ніж 120 чоловік станом кінець березня 2017 року було позбавлено волі), Серед них є політики, рядові учасники протестних акцій та навіть такі люди, які заявляли, що не брали жодної участі у маршах.
У ніч із 24 на 25 березня був затриманий Володимир Некляєв, який повертався з Варшави до Мінська. Разом із Миколаєм Статкевичем він є членом Білоруського Національного Конгресу, який відповідальний за проведення 25 березня акції протесту в Мінську. Ще раніше, 11 березня, Анатолій Лебедько (керівник «Об'єднаної громадянської партії»), Віталій Римашевський («Білоруська Християнська Демократія») і Юрій Губаревич («За свободу») отримали 15-денний термін ув'язнення, і не мали змоги приєднатися до акції 25 березня.

### Реакція інших політичних сил Білорусі
Ще в 2015 році різні політичні партії вели роз'яснювальну роботу стосовно Декрету № 3. Для прикладу, активісти Білоруської соціал-демократичної партії поширювали друковані матеріали про цей нормативний акт. Керівництво БСДП закликало до руху назустріч здоровій конкуренції в економіці та політиці.
Після початку протестів Ліберально-демократична партія Білорусі (лідер — Сергій Гайдукевич) виступила із закликом припинити дію декрету і створити комісію у справах вивчення практики його застосування.
16 березня 2017 року сайт оргкомітету партії «Білоруська християнська демократія» повідомив, що опозиційні сили спрямували до адміністрації президента резолюцію з вимогою остаточно скасувати так званий декрет про дармоїдів як такий, що не відповідає Конституції РБ та її міжнародним зобов'язанням. Серед інших вимог опозиції — новий економічний курс, удосконалення пенсійної системи та Виборчого кодексу, звільнення з-під адміністративного арешту всіх затриманих учасників протестів.

### Реакція в Україні
17 березня 2017 року в Києві біля білоруського посольства пройшов масовий та серія поодинчих пікетів на знак солідарності із затриманими учасниками протестного руху. 
МЗС України, коментуючи «висловлювання керівництва Білорусі щодо нібито підготовки на території України озброєних бойовиків», оцінило їх як провокаційні і як такі, що «шкодять розвитку добросусідських відносин між Україною та Білоруссю». Служба безпеки України так само не підтвердила інформації про прорив якихось осіб чи транспортних засобів через українсько-білоруський кордон. 

### Реакція інших держав
МЗС Польщі оприлюднило заяву, в якій закликало білоруську владу «поважати права людини і базові громадянські права», висловило занепокоєння у зв'язку із затриманнями активістів і журналістів, а також упевненість у збереженні курсу на конструктивний діалог з ЄС, спираючись на підписану між Польщею та Білоруссю угоду про добросусідство. 
Депутат Європарламенту, представник Європейської народної партії у Підкомітеті з питань безпеки та оборони Комітету закордонних справ Європейського Парламенту Міхаель Галер заявив: «Схоже на те, що повідомлення у мас-медіа про збройні провокації та терористичну діяльність мають на меті підготувати ґрунт до насильницького придушення громадянського протесту з соціальною та економічною мотивацією проти уряду Білорусі». Він також закликав до звільнення усіх затриманих.